# 絲鰳
絲鰳為輻鰭魚綱鲱形目鋸腹鰳科的其中一種，為熱帶海水魚，分布於印度太平洋淡水、半鹹水及海域，深度0-50公尺，體長可達22公分，棲息在沿海、河口及潟湖水域，生活習性不明，可做為食用魚。

## 擴展閱讀
維基物種上的相關：絲鰳